# St David's Hall
St David's Hall (velšským názvem Neuadd Dewi Sant) je místo konání různých kulturních akcí nacházející se v centru velšského hlavního města Cardiffu. Výstavba sálu, jež svým stylem patří do brutalismu, byla zahájena roku 1977 a dokončena o pět let později. Vlastníkem budovy je orgán Cardiff Council. Každoročně se zde koná Welsh Proms a síň je rovněž sídlem orchestru BBC National Orchestra of Wales. Vystupovalo zde velké množství hudebníků, mezi něž patří například Van Morrison a John Cale, stejně jako skupiny Mike + The Mechanics a Thin Lizzy.